# Coptopteryx gracilis
Coptopteryx gracilis es una especie de mantis de la familia Coptopterygidae.

## Distribución geográfica
Se encuentra en Argentina, Brasil, Paraguay, y  Bolivia.